# جورج نيلسون كيد
جورج نيلسون كيد هو سياسي كندي، ولد في 1 أكتوبر 1864 في كندا، وتوفي في 9 فبراير 1907. حزبياً، نشط في حزب أونتاريو المحافظ التقدمي. وقد انتخب عضو برلمان مقاطعة أونتاريو.